# Alfred von Corswant
Alfred Arthur von Corswant, född 16 oktober 1906 i Visby, Gotlands län, död där 25 maj 1987, var en svensk godsägare på Gotland och nämndeman.

## Biografi
von Corswant var son till bankdirektören Arthur Carl Wilhelm von Corswant (1879–1943) och Margaretha Waldenström (1882–1951). Han gick på Visby högre allmänna läroverk och lantmannaskolan i Hemse 1928. von Corswant var ägare och brukare av Stora Hästnäs i Visby från 1944. von Corswant satt i stadsfullmäktige från 1961, kyrkofullmäktige från 1959 och var nämndeman från 1960.
Han gifte sig första gången 1931 med Svea Mathilda Ågren (1911–1968), dotter till inspektor Charles Ågren och Ellen Andersson. von Corswant var far till Bo (1929–2001), Gun-Britt (född 1932), Marianne (född 1936), Ulf (1938–2011), Inger (född 1941), Anne (född 1947), Uno (född 1950) och Gun (född 1951). Alfred von Corswant gifte sig andra gången 1969 på Fårö med journalisten Ellen Maria Ekström (1920–1999). von Corswant avled 1987 och gravsattes på Norra kyrkogården i Visby.